# Ferenta cacica
Ferenta cacica är en fjärilsart som beskrevs av Achille Guenée 1852. Ferenta cacica ingår i släktet Ferenta och familjen nattflyn. Inga underarter finns listade i Catalogue of Life.